# Fußballclub Ingolstadt 04 2016-2017
Questa voce raccoglie le informazioni riguardanti il Ingolstadt 04 nelle competizioni ufficiali della stagione calcistica 2016-2017.

## Stagione
Nella stagione 2016-2017 l'Ingolstadt, allenato da Maik Walpurgis, concluse il campionato di Bundesliga al 17º posto e retrocesse in 2. Bundesliga. In coppa di Germania l'Ingolstadt fu eliminato al secondo turno dall'Eintracht Francoforte.

## Organigramma societario
Area tecnica
- Allenatore: Maik Walpurgis
- Allenatore in seconda: Ovid Hajou, Michael Henke
- Preparatore dei portieri: Klaus Luisser, Martin Spohrer, Maik Liesbrock
- Preparatori atletici: Jörg Mikoleit

## Rosa
| N. |                         | Ruolo | Calciatore          |
| -- | ----------------------- | ----- | ------------------- |
| 24 | Croazia (bandiera)      | P     | Fabijan Buntić      |
| 35 | Danimarca (bandiera)    | P     | Martin Hansen       |
| 1  | Norvegia (bandiera)     | P     | Ørjan Nyland        |
| 39 | Germania (bandiera)     | P     | Christian Ortag     |
| 18 | Francia (bandiera)      | D     | Romain Brégerie     |
| 27 | Germania (bandiera)     | D     | Lukas Gerlspeck     |
| 33 | Kosovo (bandiera)       | D     | Florent Hadergjonaj |
| 3  | Germania (bandiera)     | D     | Anthony Jung        |
| 12 | Germania (bandiera)     | D     | Giuseppe Leo        |
| 28 | Germania (bandiera)     | D     | Tobias Levels       |
| 34 | Camerun (bandiera)      | D     | Marvin Matip        |
| 29 | Austria (bandiera)      | D     | Markus Suttner      |
| 32 | RD del Congo (bandiera) | D     | Marcel Tisserand    |

| N. |                        | Ruolo | Calciatore       |
| -- | ---------------------- | ----- | ---------------- |
| 19 | Germania (bandiera)    | C     | Max Christiansen |
| 36 | Israele (bandiera)     | C     | Almog Cohen      |
| 10 | Germania (bandiera)    | C     | Pascal Groß      |
| 21 | Germania (bandiera)    | C     | Sonny Kittel     |
| 6  | Stati Uniti (bandiera) | C     | Alfredo Morales  |
| 31 | Germania (bandiera)    | C     | Maurice Multhaup |
| 20 | Germania (bandiera)    | C     | Patrick Sussek   |
| 9  | Germania (bandiera)    | A     | Moritz Hartmann  |
| 16 | Austria (bandiera)     | A     | Lukas Hinterseer |
| 7  | Australia (bandiera)   | A     | Mathew Leckie    |
| 13 | Germania (bandiera)    | A     | Robert Leipertz  |
| 14 | Germania (bandiera)    | A     | Stefan Lex       |
| 11 | Paraguay (bandiera)    | A     | Darío Lezcano    |

## Risultati

### Bundesliga

#### Girone di andata
| Arbitro: | Fritz |

|          |           |                |
| Wood 30’ | Marcatori | 79’ Hinterseer |

| Arbitro: | Drees |

|  |           |                          |
|  | Marcatori | 8’ Ibišević 86’ Schieber |

| Arbitro: | Ittrich |

|                                        |           |            |
| Lewandowski 12’ Alonso 50’ Rafinha 84’ | Marcatori | 8’ Lezcano |

| Arbitro: | Stegemann |

|  |           |                         |
|  | Marcatori | 45’ Abraham 50’ Oczipka |

| Arbitro: | Dankert |

|                      |           |  |
| Stindl 42’ Wendt 76’ | Marcatori |  |

| Arbitro: | Kampka |

|                       |           |                         |
| Hinterseer 90’ (rig.) | Marcatori | 11’ Wagner 35’ Demirbay |

| Arbitro: | Welz |

|                         |           |                       |
| Modeste 28’, 39’ (rig.) | Marcatori | 90’ (rig.) Hinterseer |

| Arbitro: | Zwayer |

|                           |           |                                      |
| Cohen 6’ Lezcano 24’, 59’ | Marcatori | 59’ Aubameyang 69’ Ramos 90’ Pulisic |

| Arbitro: | Gräfe |

|                               |           |  |
| Malli 51’ (rig.) Öztunalı 84’ | Marcatori |  |

| Arbitro: | Drees |

|  |           |                            |
|  | Marcatori | 85’ Bobadilla 90’ Altıntop |

| Arbitro: | Dingert |

|  |           |              |
|  | Marcatori | 68’ Hartmann |

| Arbitro: | Siebert |

|          |           |               |
| Jung 31’ | Marcatori | 78’ Caligiuri |

| Arbitro: | Stieler |

|                       |           |             |
| Kruse 24’ Bartels 76’ | Marcatori | 58’ Suttner |

| Arbitro: | Schmidt |

|           |           |  |
| Roger 12’ | Marcatori |  |

| Arbitro: | Willenborg |

|             |           |                       |
| Mehmedi 63’ | Marcatori | 26’ Morales 73’ Cohen |

| Arbitro: | Stegemann |

|             |           |                               |
| Suttner 53’ | Marcatori | 34’ (rig.), 41’ Niederlechner |

| Arbitro: | Osmers |

|                 |           |  |
| Burgstaller 90’ | Marcatori |  |

#### Girone di ritorno
| Arbitro: | Schmidt |

|                                       |           |           |
| Groß 14’ Suttner 22’ Cohen 47’ (rig.) | Marcatori | 63’ Sakai |

| Arbitro: | Willenborg |

|              |           |  |
| Haraguchi 2’ | Marcatori |  |

| Arbitro: | Zwayer |

|  |           |                      |
|  | Marcatori | 90’ Vidal 90’ Robben |

| Arbitro: | Winkmann |

|  |           |                              |
|  | Marcatori | 26’ Brégerie 69’ (rig.) Groß |

| Arbitro: | Dingert |

|  |           |                     |
|  | Marcatori | 60’ Stindl 90’ Hahn |

| Arbitro: | Dankert |

|                                                  |           |                           |
| Rudy 17’ Szalai 62’, 79’ Kramarić 77’ Hübner 88’ | Marcatori | 38’ Cohen 60’ (aut.) Süle |

| Arbitro: | Zwayer |

|                          |           |                         |
| Lezcano 42’ Brégerie 69’ | Marcatori | 15’ (rig.), 60’ Modeste |

| Arbitro: | Siebert |

|                |           |  |
| Aubameyang 14’ | Marcatori |  |

| Arbitro: | Ittrich |

|                              |           |              |
| Brégerie 10’ Hadergjonaj 73’ | Marcatori | 71’ Öztunalı |

| Arbitro: | Fritz |

|                                  |           |                           |
| Verhaegh 76’ (rig.) Altıntop 81’ | Marcatori | 24’ Kittel 35’, 67’ Cohen |

| Arbitro: | Gräfe |

|                                |           |                         |
| Groß 19’ Cohen 68’ Suttner 72’ | Marcatori | 33’, 39’ (rig.) Vrančić |

| Arbitro: | Stieler |

|                                        |           |  |
| Suttner 45’ (aut.) Malli 68’ Gómez 80’ | Marcatori |  |

| Arbitro: | Schmidt |

|                             |           |                                 |
| Lezcano 32’ Groß 62’ (rig.) | Marcatori | 45’ (rig.), 81’, 87’, 90’ Kruse |

| Lipsia 29 aprile 2017, ore 15:30 CEST 31ª giornata | RB Lipsia | 0 – 0 referto | Ingolstadt 04 | Red Bull Arena (41 053 spett.)\| Arbitro: \| Siebert \| |
| Arbitro:                                           | Siebert   |               |               |                                                         |

| Arbitro: | Osmers |

|            |           |             |
| Kittel 73’ | Marcatori | 78’ Havertz |

| Arbitro: | Dankert |

|             |           |             |
| Philipp 31’ | Marcatori | 44’ Lezcano |

| Arbitro: | Willenborg |

|                 |           |            |
| Groß 41’ (rig.) | Marcatori | 2’ Avdijaj |

### Coppa di Germania
| Arbitro: | Storks |

|                                                             |                      |                                                         |
| Rizzuto Köpke Kvesić Pepić Nazarov Breitkreuz Hertner Adler | Tiri di rigore 7 – 8 | Cohen Suttner Leckie Groß Hinterseer Matip Roger Levels |

| Arbitro: | Osmers |

|                                 |                      |                         |
| Huszti Oczipka Mascarell Hasebe | Tiri di rigore 4 – 1 | Cohen Brégerie Hartmann |

## Statistiche

### Statistiche di squadra
| Competizione      | Punti | In casa | In casa | In casa | In casa | In casa | In casa | In trasferta | In trasferta | In trasferta | In trasferta | In trasferta | In trasferta | Totale | Totale | Totale | Totale | Totale | Totale | DR  |
| Competizione      | Punti | G       | V       | N       | P       | Gf      | Gs      | G            | V            | N            | P            | Gf           | Gs           | G      | V      | N      | P      | Gf     | Gs     | DR  |
| ----------------- | ----- | ------- | ------- | ------- | ------- | ------- | ------- | ------------ | ------------ | ------------ | ------------ | ------------ | ------------ | ------ | ------ | ------ | ------ | ------ | ------ | --- |
| Bundesliga        | 32    | 17      | 4       | 5       | 8       | 21      | 30      | 17           | 4            | 3            | 10           | 15           | 27           | 34     | 8      | 8      | 18     | 36     | 57     | -21 |
| Coppa di Germania | -     | 0       | 0       | 0       | 0       | 0       | 0       | 2            | 0            | 2            | 0            | 0            | 0            | 2      | 0      | 2      | 0      | 0      | 0      | 0   |
| Totale            | -     | 17      | 4       | 5       | 8       | 21      | 30      | 19           | 4            | 5            | 10           | 15           | 27           | 36     | 8      | 10     | 18     | 36     | 57     | -21 |

### Andamento in campionato
| Giornata  | 1  | 2  | 3  | 4  | 5  | 6  | 7  | 8  | 9  | 10 | 11 | 12 | 13 | 14 | 15 | 16 | 17 | 18 | 19 | 20 | 21 | 22 | 23 | 24 | 25 | 26 | 27 | 28 | 29 | 30 | 31 | 32 | 33 | 34 |
| --------- | -- | -- | -- | -- | -- | -- | -- | -- | -- | -- | -- | -- | -- | -- | -- | -- | -- | -- | -- | -- | -- | -- | -- | -- | -- | -- | -- | -- | -- | -- | -- | -- | -- | -- |
| Luogo     | T  | C  | T  | C  | T  | C  | T  | C  | T  | C  | T  | C  | T  | C  | T  | C  | T  | C  | T  | C  | T  | C  | T  | C  | T  | C  | T  | C  | T  | C  | T  | C  | T  | C  |
| Risultato | N  | P  | P  | P  | P  | P  | P  | N  | P  | P  | V  | N  | P  | V  | V  | P  | P  | V  | P  | P  | V  | P  | P  | N  | P  | V  | V  | V  | P  | P  | N  | N  | N  | N  |
| Posizione | 10 | 16 | 15 | 15 | 16 | 17 | 18 | 17 | 17 | 17 | 17 | 17 | 18 | 17 | 16 | 17 | 17 | 16 | 17 | 17 | 17 | 17 | 17 | 17 | 17 | 17 | 17 | 17 | 17 | 17 | 17 | 17 | 17 | 17 |

Legenda:

Luogo: C = Casa; T = Trasferta. Risultato: V = Vittoria; N = Pareggio; P = Sconfitta.

### Statistiche dei giocatori
| Giocatore       | Bundesliga | Bundesliga | Bundesliga  | Bundesliga | Coppa di Germania | Coppa di Germania | Coppa di Germania | Coppa di Germania | Totale   | Totale | Totale      | Totale     |
| Giocatore       | Presenze   | Reti       | Ammonizioni | Espulsioni | Presenze          | Reti              | Ammonizioni       | Espulsioni        | Presenze | Reti   | Ammonizioni | Espulsioni |
| --------------- | ---------- | ---------- | ----------- | ---------- | ----------------- | ----------------- | ----------------- | ----------------- | -------- | ------ | ----------- | ---------- |
| F. Buntić       | -          | -          | -           | -          | -                 | -                 | -                 | -                 | -        | -      | -           | -          |
| M. Hansen       | 23         | 0          | 1           | 0          | 1                 | 0                 | 0                 | 0                 | 24       | 0      | 1           | 0          |
| Ø. Nyland       | 12         | 0          | 0           | 0          | 1                 | 0                 | 0                 | 0                 | 13       | 0      | 0           | 0          |
| C. Ortag        | -          | -          | -           | -          | -                 | -                 | -                 | -                 | -        | -      | -           | -          |
| R. Brégerie     | 17         | 3          | 3           | 1          | 1                 | 0                 | 0                 | 0                 | 18       | 3      | 3           | 1          |
| L. Gerlspeck    | -          | -          | -           | -          | -                 | -                 | -                 | -                 | -        | -      | -           | -          |
| F. Hadergjonaj  | 25         | 1          | 6           | 0          | -                 | -                 | -                 | -                 | 25       | 1      | 6           | 0          |
| A. Jung         | 16         | 1          | 1           | 0          | 1                 | 0                 | 0                 | 0                 | 17       | 1      | 1           | 0          |
| G. Leo          | -          | -          | -           | -          | -                 | -                 | -                 | -                 | -        | -      | -           | -          |
| T. Levels       | 10         | 0          | 3           | 1          | 2                 | 0                 | 1                 | 0                 | 12       | 0      | 4           | 1          |
| M. Matip        | 33         | 0          | 5           | 0          | 2                 | 0                 | 0                 | 0                 | 35       | 0      | 5           | 0          |
| M. Suttner      | 31         | 4          | 10          | 0          | 2                 | 0                 | 0                 | 0                 | 33       | 4      | 10          | 0          |
| M. Tisserand    | 28         | 0          | 9           | 0          | -                 | -                 | -                 | -                 | 28       | 0      | 9           | 0          |
| M. Christiansen | 11         | 0          | 1           | 1          | 1                 | 0                 | 0                 | 0                 | 12       | 0      | 1           | 1          |
| A. Cohen        | 31         | 7          | 2           | 0          | 2                 | 0                 | 0                 | 0                 | 33       | 7      | 2           | 0          |
| P. Groß         | 33         | 5          | 5           | 0          | 2                 | 0                 | 2                 | 0                 | 35       | 5      | 7           | 0          |
| S. Kittel       | 20         | 2          | 2           | 0          | 1                 | 0                 | 0                 | 0                 | 21       | 2      | 2           | 0          |
| A. Morales      | 27         | 1          | 4           | 1          | 1                 | 0                 | 0                 | 0                 | 28       | 1      | 4           | 1          |
| M. Multhaup     | 1          | 0          | 0           | 0          | -                 | -                 | -                 | -                 | 1        | 0      | 0           | 0          |
| P. Sussek       | -          | -          | -           | -          | -                 | -                 | -                 | -                 | -        | -      | -           | -          |
| M. Hartmann     | 14         | 1          | 0           | 0          | 2                 | 0                 | 0                 | 0                 | 16       | 1      | 0           | 0          |
| L. Hinterseer   | 28         | 3          | 2           | 0          | 1                 | 0                 | 0                 | 0                 | 29       | 3      | 2           | 0          |
| M. Leckie       | 30         | 0          | 2           | 2          | 2                 | 0                 | 1                 | 0                 | 32       | 0      | 3           | 2          |
| R. Leipertz     | 6          | 0          | 0           | 0          | -                 | -                 | -                 | -                 | 6        | 0      | 0           | 0          |
| S. Lex          | 13         | 0          | 3           | 0          | 2                 | 0                 | 1                 | 0                 | 15       | 0      | 4           | 0          |
| D. Lezcano      | 33         | 6          | 4           | 0          | 2                 | 0                 | 0                 | 0                 | 35       | 6      | 4           | 0          |
| Roger           | 30         | 1          | 6           | 0          | 1                 | 0                 | 0                 | 0                 | 31       | 1      | 6           | 0          |
| H. Wahl         | 1          | 0          | 0           | 0          |                   |                   |                   |                   |          |        |             |            |